# Халди, Моше
Моше «Джерри» Халди (англ. Moshe "Jerry" Haldi; 14 августа 1935 — 8 сентября 2019) — израильский футболист и футбольный тренер.

## Достижения

### Игрок
- Чемпионат Израиля:
  - Чемпион (4): 1954/55, 1958/59, 1959/60, 1960/61
  - Серебряный призёр (4): 1955/56, 1956/57, 1957/58, 1966/68
- Кубок Израиля
  - Обладатель: 1957
  - Финалист (3): 1955, 1959, 1961
- Суперкубок Израиля
  - Финалист: 1957
- Чемпионат Федерации Нового Южного Уэльса[англ.]
  - Чемпион (2): 1961, 1962
- Кубок Федерации Нового Южного Уэльса
  - Чемпион (2): 1961, 1963

### Тренер
- Национальная футбольная лига
  - Чемпион: 1977[англ.]
  - Серебряный призёр: 1978
- Тренер года в НФЛ: 1978

## Личная жизнь
От первого брака двое детей, от второго — один ребёнок. Есть двое внуков (дети старшего ребёнка).